# Manuel José de Ayala
Manuel José de Ayala (26 de marzo de 1728, Panamá - 8 de marzo de 1805, Madrid) fue un archivero y funcionario neogranadino nacido en Panamá como parte del Reino de España.
Hijo de don Tomás Francisco de Ayala, Tesorero de las Reales Cajas de Panamá, y de una criolla panameña, Ayala consagró su actividad burocrática a recopilar la legislación indiana y multitud de facetas con relación a las Indias hispanas, copiando enorme cantidad de documentos que en muchos casos han desaparecido, por lo que esta labor es de gran relieve documental y es de referencia obligada para los americanistas.

## Vida y trayectoria burocrática de Ayala
Establecido en 1755 en Madrid procedente de Sevilla, donde estudió Cánones, hacia 1760 ya se le ve a Ayala en archivos con papeles de Indias, aunque por su cuenta. Por su origen panameño, desde joven tiene gran interés en todo lo americano. La extraordinaria labor compiladora de Ayala, que desarrolla desde entonces, sólo se entiende en el contexto dieciochesco de necesidad de fuentes documentales para tener un criterio de actuación en Indias, dentro del reformismo americanista de Carlos III, que produjo una renovación legislativa colonial. Desde 1763 en que accede a la responsabilidad de archivero de la Secretaría de Estado y del Despacho Universal de Indias, coincidiendo con nuevas disposiciones de la Corona con respecto a ella -Real Cédula de 22 de noviembre de 1762-, despliega una tarea literalmente infatigable, copiando y recopilando, en grafomanía insaciable cuantos documentos sobre el nuevo continente caían en sus manos. 
De hecho, poco antes de morir, en 1804, solicita al rey permiso para imprimir su Origen e historia ilustrada de las Leyes de Indias, es decir, sus famosas Notas a la recopilación de Indias, y en memorial afirma que a esta obra había consagrado más de cuarenta años, es decir desde que ingresó en la Secretaría como archivero. Su trayectoria se refleja en una relación de méritos y servicios hecha el 3 de enero de 1794, a los treinta años de servicio. Tras cinco años de llegar a la Secretaría, dirige al rey, en 1768, una Ofrenda política con que se pretende dar idea para más fácil y pronto uso del gobierno universal de nuestras Indias, donde se recogen manuscritos suyos útiles para el conocimiento de las Indias y su gobierno –Real Biblioteca, ms. II/1379- y que entregaría en 1798 a la Secretaría junto con todos los demás manuscritos que había acopiado desde entonces. Cuando elabora la Ofrenda ya había ideado la Colección Universal del Gobierno de Yndias, que iba formada entonces por varias decenas de volúmenes, así, veinticuatro eran de cédulas, decretos y órdenes reales, doce de consultas y cuatro adicionaban a unas trescientas leyes contenidas en la Recopilación de las Leyes de Indias de 1680. 

### La formación de las colecciones de Ayala
Desde 1770 está en la Secretaría General de Azogues pero no deja la documentación, que es lo que le atraía. Aparte de su trabajo, es un hombre con amplitud de inquietudes culturales y por ello es socio fundador de la Real Sociedad Matritense de Amigos del País en 1775. Al año siguiente Carlos III comprende que no se trata de reformar la Recopilación de Leyes de Indias de 1680 sino que se necesita un Nuevo Código de Leyes de Indias. Para entonces, Ayala ya tenía en su Colección Universal ochenta y dos volúmenes, comprendiendo doce de Cédulas y consultas, dieciséis de Diccionario de gobierno y legislación de Indias, veinticuatro de Miscelánea y tres cuartas partes de las Notas a la Recopilación de 1680. Carlos III, ante la ingente tarea realizada, le da una pensión vitalicia con la obligatoriedad de proseguirla, lo que hace hasta 1781 en que entrega entera la Colección, formándose esta entonces con ciento treinta y tres volúmenes. Como premio se le nombra director y depositario de las temporalidades de los jesuitas expulsados de Indias, en 1785. En 1792, la Colección Universal se componía de doscientos veinticinco volúmenes manuscritos, según indica el propio Ayala al final del Índice del Diccionario de Gobierno y Legislación de Indias, impreso ese 1792 (p. 57) -se halla el Diccionario en el Archivo Histórico Nacional-. En 1797, había ciento treinta volúmenes de Cedulario Índico, ochenta y cuatro de Diccionario de Gobierno y setenta y cuatro de Miscelánea, es decir, doscientos ochenta y ocho en total. Manzano, en su “Estudio prelimiar” a las Notas a la Recopilación de Indias, muestra un cuadro evolutivo de cómo fue creciendo la Colección Universal de 1767 a 1797, en una progresión de volúmenes realmente admirable. Así, si de Miscelánea había veinte en el primer año, en el 97 hay setenta y cuatro y si el Cedulario Índico constaba de veinticuatro en el año referido, a fines de los noventa ya eran más de ochenta.

## La colección documental Ayala en la Real Biblioteca
La Colección de la Real Biblioteca se compone hoy así en total de ochenta y un volúmenes manuscritos de Cédulas, en recopilación conocida como Cedulario Índico (II/2673-2754), ocho de Consultas (II/2755-2762), otros diecinueve de Notas a la Recopilación de Indias (II/1195-1213), en serie completa pues las anteriores mencionadas están faltas, y ochenta y siete de Miscelánea (II/2816-2901); hay que sumar la copia en limpio de la Recopilación de las Leyes de Indias con notas que Ayala preparó con vistas a su impresión, que no vio, en seis cuerpos (II/2564-2569), y las Adiciones a la Recopilación de las Leyes de Indias (II/2570-2577), en ocho, arrojándose un total de unos doscientos diez volúmenes sólo en estas series, pues hay que sumar otros manuscritos de estas obras de tanto aliento. Asimismo, se halla en la Real Biblioteca el Diccionario de gobierno y legislación de Indias, obra básica para manejar el Cedulario Índico, 26 manuscritos que van del ms. II/4633 al II/4658, en su versión definitiva pues se entregaron estos volúmenes en 1798, mientras que en el Archivo Histórico Nacional se halla otra versión pero de 1781/82, en Códices, sig. 726 a 751. Hay edición de Cultura Hispánica Ediciones (1989-1996), en trece volúmenes, de Marta Milagros del Vas Mingo del juego de AHN, que ha tratado del mismo aparte, por ejemplo en Manuel José de Ayala y su labor para la historiografía jurídica: el diccionario de gobierno y legislación de Indias, en Revista de Indias, vol. 50, nº 189 (1990), pp. 593-606</ref> También otro diccionario, el de voces americanas, es de gran interés general, excediendo lo jurídico, y se ha publicado en 1995 a partir de los manuscritos II/884-885. Asimismo, se halla un Diccionario marítimo americano realizado en su original en 1673 y que llega hasta la letra R, en dos volúmenes -II/252 y II/253-. 
Todos estos volúmenes copiados o salidos de la mano de Ayala son un corpus americanista objetivamente formidable. La riqueza de contenido de esta colección es por tanto grande y muy dispar, baste señalar que al morir en 1805, entre las obras suyas y las colectadas, entre las que había ya dado a la Secretaría de Indias y las que se hallaron en su casa tras la muerte ascendían a un total de más de cinco mil volúmenes. 

### Obras colectadas por Ayala, no recopiladas
Entre las colectadas, no propias, lo mismo hallamos la Relación de Gobierno del virrey del Perú del virrey Amat y Junyent, de 1776 -II/195 y II/196-, que relaciones históricas de hechos de armas, como el Diario de Nicolás Carrillo sobre la invasión de los ingleses de Cartagena de Indias -II/2861-, en 1741. Las obras históricas abundan, debiéndose destacar la Historia de la villa imperial de Potosí, de Bartolomé Arzans de Orsúa, que se encuentra en la Cámara de Seguridad de la Real Biblioteca, la Relación de la çiudad de Cuzco de Vasco Contreras y Valverde, muy centrada en lo eclesiástico, que es manuscrito autógrafo -II/2065 y II/2066-, o las Noticias particulares de la Nueva España de Alonso de Zurita, copia del original del XVI -II/1481-. 
Las hay de carácter eclesiástico, como la Descripción y relazión del estado eclesiástico del obispado de san Francisco de Quito, de Rodríguez Docampo, manuscrito original -II/1221-, y las meramente descriptivas, como la Descripçión de la provincia del Río de La Plata de Millau Maraval -II/1926-, o la Relación del virreinato de Santa Fee o Nuevo Reyno de Granada... de Moreno y Escandón -II/887-, ambas originales y de 1772. Unas son de carácter naturalista, como las Memorias histórico-physicas... de la América Meridional de Llano y Zapata -II/1809 y II/1810- y otras reflejan perfectamente el proyectismo dieciochesco, tan reformista, como el Extracto de dos proyectos presentados al Consejo de Yndias en nombre del Reino de Chile..., del jesuita Joaquín de Villarreal -II/3050-, de 1752.
En definitiva, en conjunto, la colección Ayala de la Real Biblioteca, supone un corpus documental americanista de altísima categoría como fuente de investigación para todos los historiadores del Nuevo Mundo y algunos de sus manuscritos han merecido edición actual aparte de las ya clásicas de Juan Manzano y Manzano, caso del Diccionario de voces americanas. Publicación del Manuscrito de la Biblioteca del Palacio Real atribuido a Manuel José de Ayala, redactado en 1777 (Madrid, Arco/Libros,1995). En 1805, agotado por su labor compiladora y cansado de solicitar pensiones y de luchar contra instancias superiores en pro de sus colecciones documentales, muere en Madrid. Su rica biblioteca fue a parar a la Secretaría del Despacho Universal de Gracia y Justicia y de esta a la Real Biblioteca.